# Raiateastare
Raiateastare (Aplonis ulietensis) är en utdöd fågelart som tidigare förekom på ön Raiatea i Sällskapsöarna, troligen en stare.

## Taxonomi
Fågeln är endast känd från en akvarellmålning från 1774 av Georg Forster, samtida beskrivningar och några få summariska fältanteckningar. Georg Forster följde med sin far Johann Reinhold Forster som naturforskare på James Cooks andra seglats i Stilla havet. De besökte ön Raiatea i maj och juni 1774. Exemplaret som Georg Forster avmålade, en hona, ingick först i Joseph Banks samling men försvann sedan. John Latham studerade den i Banks samling och beskrev den som "rödbrun trast" (bay thrush på engelska). Eftersom Latham enbart använde engelska namn, men Johann Friedrich Gmelin beskrev den vetenskapligt 1789.
När upptäcktsresande Andrew Garrett besökte Raitatea 1850 kunde han inte finna fågeln, vilket tyder på att arten dog ut under tiden däremellan. Med största sannolikhet försvann fågeln på grund av införseln av svartråtta eller brunråtta till ön.
Exakt vad raiateastaren är för sorts fågel är omöjligt att veta eftersom typexemplaret inte längre finns. Den har föreslagits vara en trast, honungsfågel eller en stare. Inga trastar förekommer i Sällskapsöarna, medan en starart fanns i förhistorisk tid på den närliggande ön Huahine, huahinestaren.

## Utseende och levnadssätt
John Latham beskrev arten enligt följande: "Storlek som taltrast: längd åtta och en halv tum. Näbb en och en kvarts tum, skårad mot spetsen och av en rödaktig pärlnyans: fjäderdräkten i allmänhet rödbrun: vingpennorna sotkantade: stjärt rundad i formen och sotfärgad, ben sortsvarta." Georg Forster var den enda som såg den levande. Han beskriver dess sång som flöjtande och mjuk och att den lever bland buskar på ön.